# LeetCode
LeetCode是一个用于编码面试准备的在线平台。该服务提供旨在供用户练习编码的编码和算法问题。LeetCode作为技术面试和编程竞赛的资源，在求职者和编程爱好者中广受欢迎。
LeetCode在2018年推出了中文“力扣”网站。

## 字源
Leet是西方網絡論壇的行話，源於英語的elite（精簡），後由elite轉為eleet，再轉變為leet。Code意為代碼。

## 特點
LeetCode提供免费和高级访问选项。虽然免费用户可以访问有限数量的问题，但高级用户可以访问以前在大型科技公司面试中使用的其他问题。用户解决方案的性能根据响应速度和解决方案效率进行评估，并与LeetCode数据库中的其他提交内容进行排名。
此外LeetCode还为其用户提供模拟面试和在线评估。LeetCode举办每周比赛和每两周一次的比赛，其用户相互竞争。通过参与，用戶可以获得LeetCode硬币，可以兑换LeetCodeT恤、高级会员资格等。LeetCode每周、每两周举办一次比赛，每场有4个问题。第一次参加比赛后，用戶会获得一个排名，可以在个人资料中找到。
LeetCode支持多种编程语言，包括Java、Python、JavaScript和C。该平台设有论坛，用户可以参与有关挑战性问题、面试过程的讨论，并分享他们的面试经验。